# Vicente Sánchez
Vicente Sánchez, född 7 december 1979 i Montevideo, är en uruguayansk fotbollsspelare som spelar i Colorado Rapids.
Sánchez spelade innan för Schalke mellan 2008 och 2012. Dessförinnan spelade han för Deportivo Toluca (Mexiko), Sud América (Uruguay), Tacuarembó FC (Uruguay) och Club Nacional de Football (Uruguay).